# Патерсон, Джеймс
Джеймс Патерсон (англ. James Paterson) — шотландский художник-постимпрессионист, мастер акварели, член художественной группы Глазго Бойс.

## Жизнь и творчество
Патерсон родился в семье фабриканта. Учился в Западной Академии (Western Academy) в Глазго вместе с Уильямом МакГрегором, затем они оба посещают Школу искусств Глазго. В 1877 году МакГрегор и Патерсон выезжают на этюды в различные уголки Шотландии. После окончания Школы в Глазго Патерсон отправляется в Париж, где берёт уроки у Жан-Поля Лорана. В это время в Париже также находятся его друзья, художники из Шотландии Джеймс Гутри, Эдвард Уолтон и Джозеф Кроухолл.
После окончания учёбы в Париже Патерсон возвращается в Глазго, где в художественной мастерской МакГрегора регулярно собираются Уолтон, Кроухолл, Джон Лавери и другие живописцы, ставшие ядром художественной группы Глазго Бойс. В 1879 году Патерсон уезжает «на пейзажи» в графство Дамфрисшир. В то время художник находился под влиянием творчества французского живописца Жана Батиста Коро. В 1884 году он женится и живёт с семьёй уже постоянно в Дамфрисшире, в местечке Мониаве. Увлекается художественной фотографией и по сделанным снимкам пишет картины.
В 1885 году Патерсон был принят в Королевское Шотландское общество художников-акварелистов. В 1906 он переезжает в Эдинбург. В 1908 году вступает в Королевское общество акварелистов, в 1910 — в Королевскую Шотландскую Академию. В период с 1910 по 1922 год — библиотекарь Академии. С 1922 и до самой смерти — президент Королевской Шотландской Академии.

## Галерея

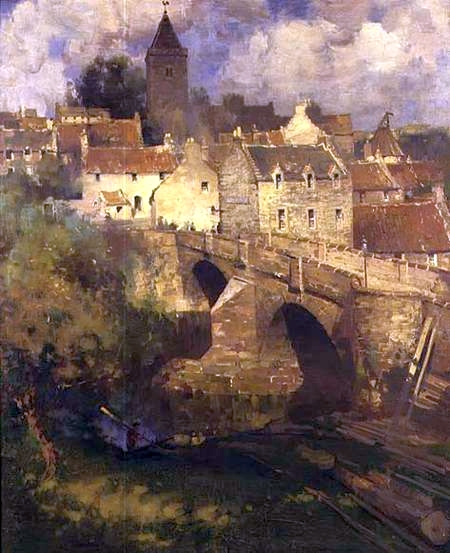
Городок в Ист-Линтоне
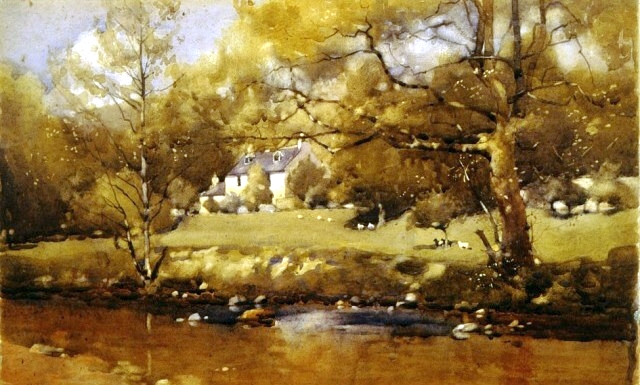
Мониаве (1890)
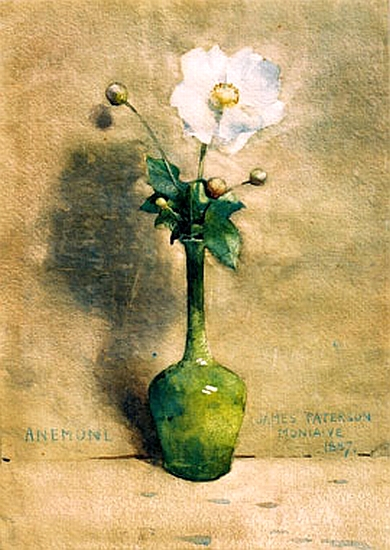
Анемоны (1887)
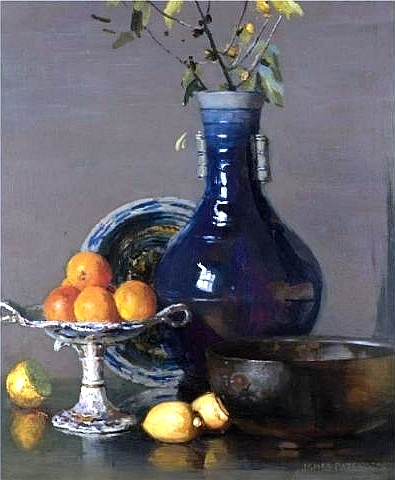
Пурпур и золото
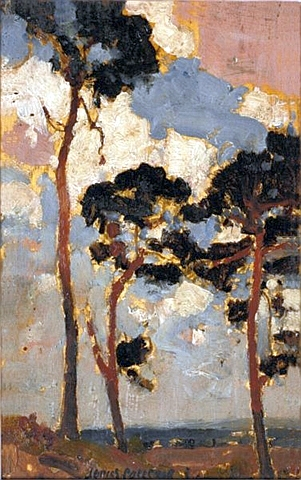
Ели
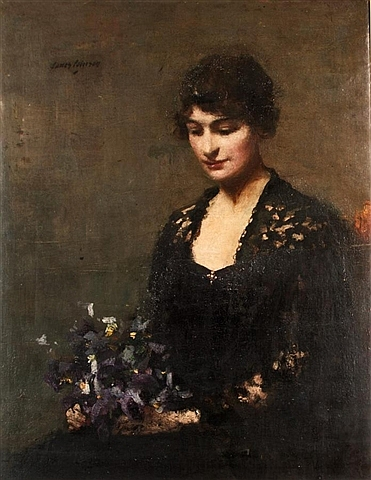
Лилии Франции (1918)
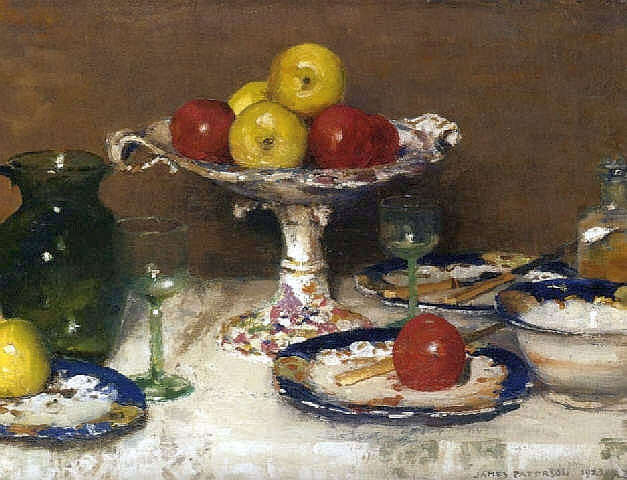
Зелёный кувшин
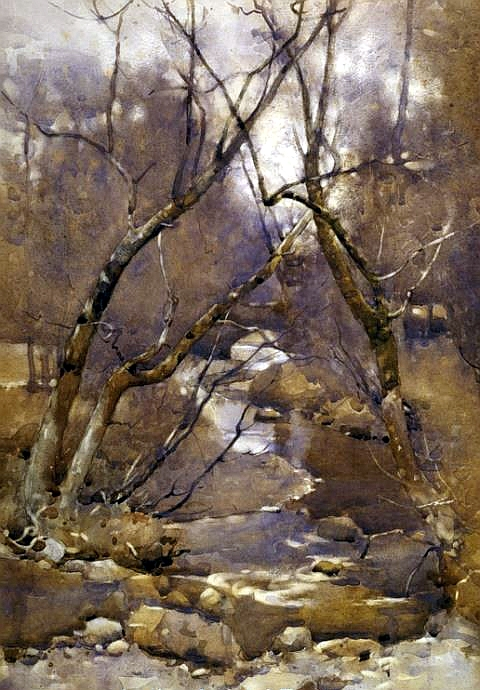
Мониаве (1891)
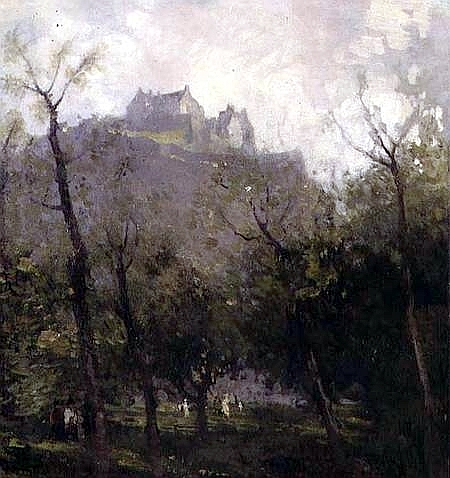
Эдинбург
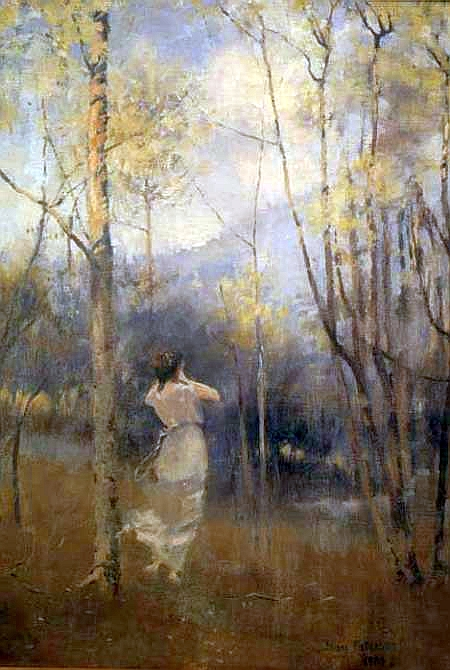
Весна в Мониаве
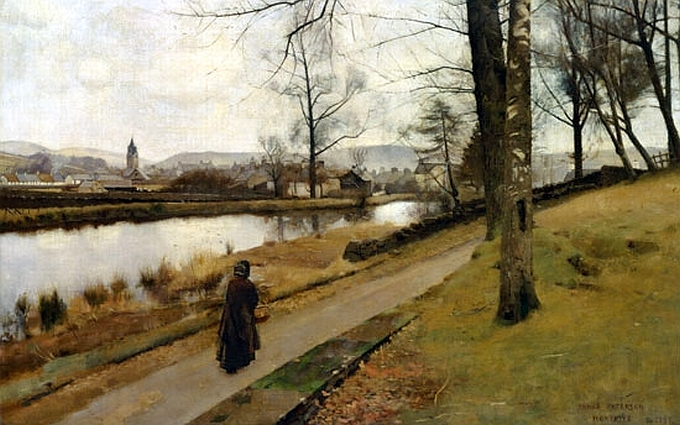
Последняя прогулка (1885)
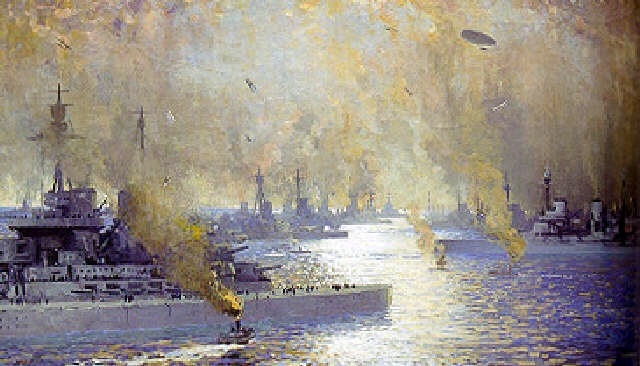
Германский флот после капитуляции (1918)